# Лямпа (деревня)
Лямпа — деревня в Ачитском городском округе Свердловской области. Управляется Большеутинским сельским советом.

## География
Деревня располагается в долине реки Лямпа в 20 километрах на север от посёлка городского типа Ачит.

### Часовой пояс
Лямпа, как и вся Свердловская область, находится в часовой зоне МСК+2. Смещение применяемого времени относительно UTC составляет +5:00.

## Население
| 2002 | 2010 | 2021 |
| ---- | ---- | ---- |
| 194  | ↘157 | ↘117 |

## Инфраструктура
Деревня разделена на четыре улицы: Зелёная, Механизаторов, Молодёжная, Труда.